# Liczba barionowa
Liczba barionowa – jedna z wielkości fizycznych, zachowywanych w reakcjach jądrowych. Zdefiniowana jest jako:
{\displaystyle B={\frac {1}{3}}(n_{\text{q}}-n_{\rm {\overline {q}}}),}
gdzie {\displaystyle n_{\rm {q}}} jest liczbą kwarków, a {\displaystyle n_{\rm {\overline {q}}}} jest liczbą antykwarków.
- Bariony (trzy kwarki) mają liczbę barionową równą +1.
- Mezony (jeden kwark, jeden antykwark) oraz elektron i pozyton mają liczbę barionową równą 0.
- Antybariony (trzy antykwarki) mają liczbę barionową równą −1.
- Hadrony egzotyczne, takie jak pentakwarki (cztery kwarki, jeden antykwark) i tetrakwarki (dwa kwarki, dwa antykwarki) są również klasyfikowane jako bariony i mezony w zależności od ich liczby barionowej.

## Zasada zachowania liczby barionowej
Prawo zachowania liczby barionowej jest konsekwencją podstawowej globalnej symetrii U(1) (grupa transformacji unitarnych). Oznacza, że funkcja falowa dowolnego barionu transformuje się zgodnie ze wzorem
{\displaystyle \psi (x)\rightarrow \psi '(x)=e^{iB\alpha }\psi (x)}
gdzie B jest liczbą barionową, a α dowolnym globalnym parametrem (niezależnym od punktu czasoprzestrzeni x). Transformacja ta jest symetrią równań opisujących fizykę silnych oddziaływań (chromodynamika kwantowa).
Kwarki posiadają ułamkową liczbę barionową równą 1/3.
Zachowanie liczby barionowej wyraża fakt, że kwarki muszą powstawać w przemianach zawsze w takiej samej liczbie jak antykwarki.
Złamanie liczby barionowej mogło nastąpić na wczesnym etapie ewolucji Wszechświata nazywanym okresem bariogenezy.
Zasada zachowania liczby barionowej implikuje stabilność najlżejszego barionu, jakim jest proton. Jest tak, ponieważ z zasady zachowania energii wynika, że cząstka może się spontanicznie rozpaść tylko na cząstki lżejsze od siebie. Ponieważ jednak wśród produktów rozpadu musiałby być co najmniej jeden barion, więc rozpad najlżejszego barionu jest niemożliwy. Poszukiwanie rozpadu protonu jest najczulszym testem zasady zachowania liczby barionowej. Wiele hipotez wykraczających poza Model Standardowy (np. teorie wielkiej unifikacji czy teoria superstrun) implikuje istnienie oddziaływań łamiących zasadę zachowania liczby barionowej, a więc i możliwość rozpadu protonu (aczkolwiek prawdopodobieństwo takiego rozpadu jest bardzo małe).